# 肥西县融媒体中心
肥西县融媒体中心是中华人民共和国安徽省肥西县的一家广播电视播出机构。2018年，肥西县广播电视台正式成立肥西县融媒体中心。。肥西县融媒体目前是肥西县党和政府的喉舌。并且拥有自己的官方抖音号。